# Liderança liberal
Liderança Liberal ou Lasseiz-faire. Neste modelo de liderança, o líder permite total liberdade para a tomada de decisões individuais ou em grupo, participando delas apenas quando solicitado. A liderança liberal enfatiza somente o grupo.
A Liderança Liberal permite que os indivíduos detenham a liberdade na execução dos seus projetos, já que o líder é visto como facilitador do processo sendo o responsável por transmitir as informações e estimular a criatividade dos membros. Dessa forma, a supervisão não constante permite que as pessoas possuam maior responsabilidade no projeto e o líder seja o agente transmissor de informações.. O estilo liberal é uma técnica de liderança cujo objetivo principal é avaliar o comportamento, o nível de conhecimento, habilidade, o comprometimento e a responsabilidade do subordinado. São características do estilo liberal: os subordinados são livres para estabelecer seus próprios planos e metas e o líder raramente se envolve em discussões, opinando apenas se questionado, interagindo de maneira superficial.
Um dos trabalhos pioneiros na tentativa de mapear os estilos de liderança foi o de Kurt Lewin e seus assistentes na Universidade de Iowa. Os estilos mapeados pelo autor foram: autocrático, democrático e liberal (ou “laissez faire”, deixar fazer em francês). O objetivo de Lewin era determinar qual dos estilos seria o mais eficaz. A primeira constatação foi que o estilo liberal era o menos eficaz, ou seja, não gerava desempenho maior, satisfação nos subordinados e maior qualidade do trabalho. Entretanto, Lewin não conseguiu definir se o estilo democrático era superior ao autocrático.

## Origem da palavraLaissez-faire
É parte da expressão em língua francesa "laissez faire, laissez aller, laissez passer", que significa literalmente "deixai fazer, deixai ir, deixai passar". A sua origem é incertamente atribuída ao comerciante Legendre, que a teria pronunciado numa reunião com Colbert, no final do século XVII (Que faut-il faire pour vous aider?, perguntou Colbert. Nous laisser faire, teria respondido Legendre). Mas não resta dúvida que o primeiro autor a usar a frase laissez-faire, numa associação clara com sua doutrina, foi o Marquês de Argensonpor volta de 1751.. Transformou-se no provérbio fisiocrata: Laissez faire, laissez passer, le monde va de lui même [“Deixe fazer, deixe passar, o mundo vai por si mesmo. ”]. É similar ao provérbio popular de origem francesa: “Louvo todos os deuses, bebo meu bom vinho, e deixo o mundo ser mundo! ” No popular brasileiro: “Deixa a vida me levar; vida, leva eu! ”.

## Na Economia
Laissez-faire é hoje expressão-símbolo do liberalismo econômico, na versão mais pura do Capitalismo de que o mercado deve funcionar livremente, sem interferência. Esta Filosofia Econômica tornou-se dominante nos Estados Unidos e nos países ricos da Europa, durante o final do século XIX até o início do século XX. Nesta era, conhecida por ser dominada por “barões-ladrões”, os carteis e trustes a desmitificaram.

## As situações nas quais este estilo possui maior eficácia e resultados
- Para avaliar o resultado de um processo de capacitação de determinados subordinados;
- Para contribuir para o desenvolvimento da autoconfiança de seus subordinados;
- Ao avaliar a maturidade do seu subordinado e da capacidade de relacionamento interpessoal entre seus pares principalmente em momentos de conflito.  A técnica dos estilos de liderança é simples e pode ser utilizada no dia a dia do exercício da liderança, podendo contribuir com o aumento da eficiência e eficácia da equipe.

## Características do Líder Liberal
O Líder Liberal dá aos colaboradores liberdade para exercerem suas funções sem interferências diretas. Os próprios profissionais ficam responsáveis por gerenciar os resultados de seu trabalho. É uma forma de demonstrar confiança na capacidade dos colaboradores e de dar a eles mais autonomia. No entanto, o líder liberal precisa estar atento para que os colaboradores não fiquem sem condução nem cometam erros graves e prejudiquem o desempenho da empresa.
Característica desse líder: 
- Participação mínima do líder em decisões grupais e individuais;
- Fornecimento de informações por parte do líder somente quando solicitado;
- Líder não participa na divisão de tarefas e nem na escolha dos integrantes do grupo;
- Líder não avalia e nem controla o andamento do grupo;
- Líder não faz comentários irregulares sobre as atividades dos membros, somente quando perguntado.[9]

## O Papel do Líder Liberal nos  Dias Atuais
Em plena era da informação, a gestão de pessoas constitui poderosa ferramenta no ambiente organizacional, no qual se busca cada vez mais qualidade e produtividade. Diante desse cenário é muito importante o papel do Líder Moderno, e qual seu estilo de Liderança adotado, alinhando-o assim com sua equipe de trabalho. Diante disso, acredita-se que o Líder Liberal, aquele que delega as decisões ao grupo sem interferências diretas, deixando-os a vontade, têm sido algo bastante comum nos dias de hoje, uma verdadeira tendência, uma vez que o grupo é cada vez mais enfatizado.

## Benefícios da LiderançaLaissez-Faire
A Liderança Laissez-faire pode ser eficaz em situações em que os membros do grupo são altamente qualificados, motivados e capazes de trabalhar por conta própria. Uma vez que estes membros do grupo são especialistas e têm o conhecimento e habilidades para trabalhar de forma independente, eles são capazes de realizar tarefas com muito pouco informações. Esta autonomia pode ir sendo fornecida para alguns membros do grupo ajudando assim a se sentirem mais satisfeitos com o seu trabalho. O estilo laissez-faire pode ser usado em situações em que as pessoas têm grande paixão e são muito motivadas pelo seu trabalho. Embora o termo laissez-faire implicar uma abordagem onde o líder é imparcial, ele continua disponível para os membros do grupo para sanar dúvidas e promover feedbacks.

## Desvantagens da LiderançaLaissez-Faire
Liderança Laissez-faire não é ideal em situações em que os membros do grupo não têm o conhecimento ou a experiência de que necessitam para executar as tarefas e tomar decisões. Algumas pessoas não são boas em definir os seus próprios prazos, gerenciar seus próprios projetos, e resolver os problemas por conta própria. Em tais situações, os projetos podem seguir para um caminho diferente do planejado e os prazos podem ser estourados quando os membros da equipe não recebem orientação ou feedback suficiente dos líderes.
Líderes liberais são muitas vezes vistos como pouco envolvidos e ausentes do trabalho, o que pode levar a uma falta de coesão dentro do grupo. Com o líder parecendo despreocupado com o que está acontecendo, os seguidores muitas vezes sentem-se menos obrigados e diminuem seu cuidado e preocupação para com seu grupo.
Se os membros não estão familiarizados com a tarefa ou com os processos necessários para realizar tal atividade, os líderes têm que tomar uma postura mais ativa para ajudá-los. Assim, com funcionários mais experientes, os líderes poderiam, então, voltar para uma abordagem mais delegativa que dá membros do grupo mais liberdade para trabalhar de forma independente.
Os resultados obtidos no trabalho a partir do uso da liderança liberal não se mostram positivos, demostrando um trabalho de baixa qualidade e quantidade. Além disso, os grupos submetidos a tal liderança demonstram comportamentos de insatisfação, desagregação, pouco respeito ao líder e outros aspectos negativos. Um estudo realizado sobre a liderança liberal em empresas de Call Center em Belo Horizonte analisou que os indivíduos submetidos a tal liderança nos Call Centers produziam pouco e com pouca qualidade além de demostrarem sinais de pouco respeito para com o líder, insatisfação e individualismo.

## Exemplos
- Margaret Thatcher: conhecida como a “Dama de Ferro”, famosa primeira-ministra da Grã-Bretanha é considerada como líder liberal da época. Em 1980 suas políticas econômicas desmontaram programas sociais que tinham cunho beneficiários. Modificou impostos e reduziu gastos públicos, privatizou estatais perdulárias modificando totalmente o rumo da economia britânica.[13]
- Google: considerada revolucionária e alvo de objetivos de muitos jovens a Google apresenta uma política flexível e diferenciada em suas filiais ao longo do mundo. Conhecida por oferecer comida gratuita aos funcionários, salas de descanso, espaço de jogos, entre outros. Criou-se uma atmosfera de liberdade e ideais
- volucionários.  O filme “Estagiários” dirigido por Shawn Levy e interpretado por Vince Vaughn, Owen Wilson[14]mostra a maneira despojada e criativa que ocorre as seleções de estagiários da empresa. Assim como retratado no filme, a Google, diferentemente da imagem gerada no mercado, tem regras e normas a serem cumpridas. Seus funcionários devem cumprir um número de horas de trabalho voltado para a empresa, além de metas estipuladas, ou seja, apesar da atmosfera liberal criada o funcionário ainda deve executar trabalhos e atingir expectativas criadas.